# Aminetou Mint El-Moctar

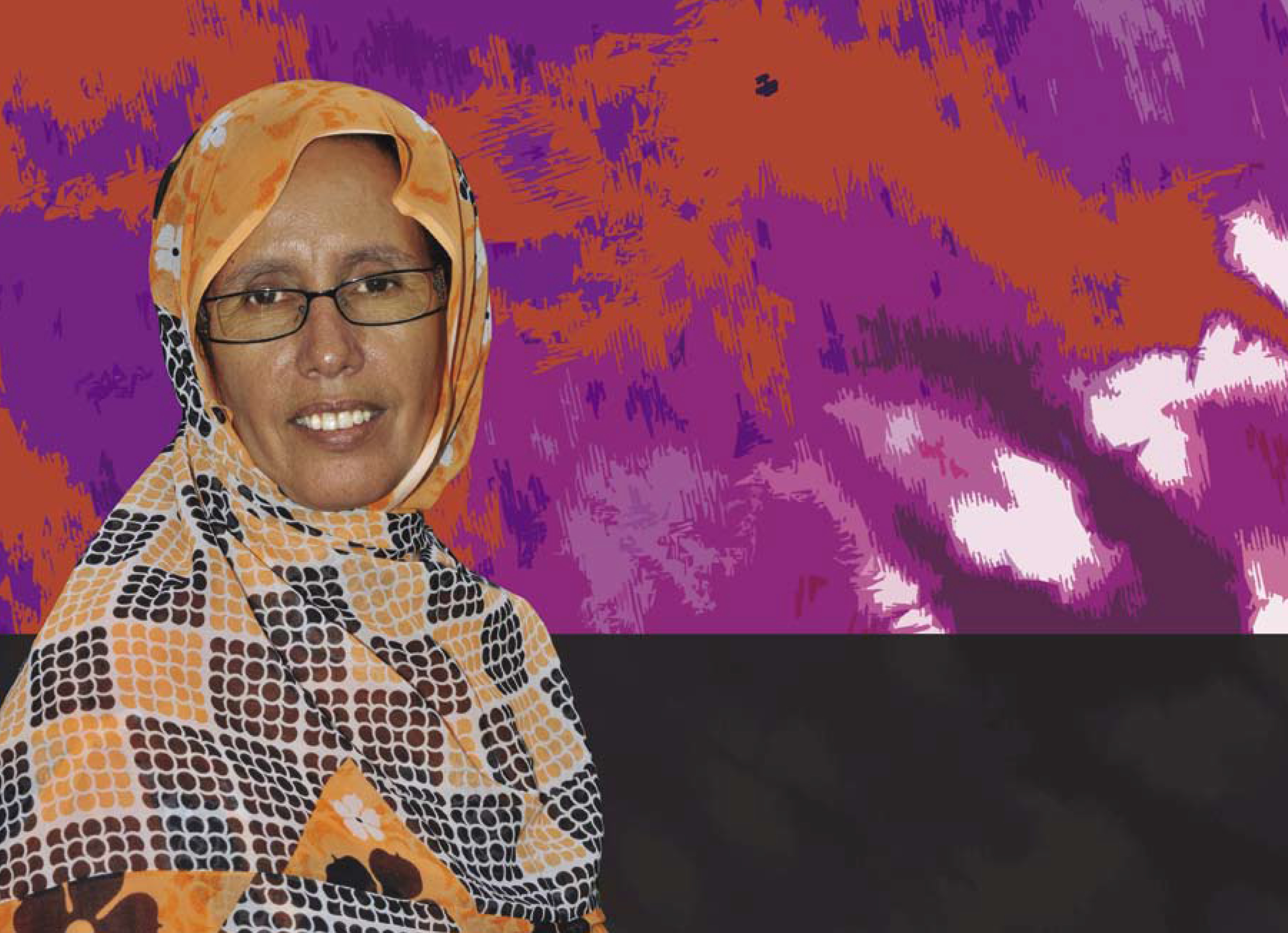
Aminetou Mint El-Moctar

Aminetou Mint El-Moctar (13 december 1956) is Mauritaans feministe en activiste op het gebied van vrouwenrechten en antiracisme. Ze zet zich in voor het beëindigen van het kinderhuwelijk. Ze is voorzitster van de mensenrechtenbeweging AFCF (Association des femmes chefs de famille of Vereniging van Vrouwelijke Gezinshoofden). Ze staat erom bekend op te komen voor degenen die dat zelf niet kunnen.

## Biografie
El-Moctar is moeder en huishoudster. Ze groeide op in een islamitische feodale familie. Op 13-jarige leeftijd werd zij gedwongen te trouwen. Vanuit deze situatie raakte zij betrokken bij de strijd om vrouwen een toekomst te geven. Ze ziet het kinderhuwelijk als een barrière in het leiderschap en de ontwikkeling van vrouwen.
In 1989 sloot ze zich aan bij de internationale democratische beweging ter verdediging van onderdrukten. Van toen af aan werd zij meermaals gearresteerd en vastgehouden, net als haar familieleden en leden van haar vereniging. In 1991 verliet ze deze beweging.

### Association des femmes chefs de famille
In 1999 richtte zij de Vereniging voor de Bevordering en Verdediging van Vrouwenrechten op, maar het Mauritaanse ministerie van Binnenlandse Zaken weigerde deze te erkennen. Door de vereniging enkele weken later om te dopen in Vereniging van Vrouwelijke Gezinshoofden (Association des femmes chefs de famille) en haar naam op haar paspoort te veranderen, kwam die erkenning er alsnog. In 2017 had de vereniging meer dan 12.000 leden, zes opvangcentra voor slachtoffers, 168 maatschappelijk werkers, vier advocaten en een contactpersoon in elke stad in Mauritanië.